# Branišovice
Branišovice (in tedesco Frainspitz) è un comune della Repubblica Ceca facente parte del distretto di Brno-venkov, in Moravia Meridionale.